# Коацакоалькос
Коацакоа́лькос (исп. Coatzacoalcos) — город в Мексике, входит в штат Веракрус, административный центр одноимённого муниципалитета. Расположен на месте впадения реки Коацакоалькос в Мексиканский залив.

## История
В 1522 году по распоряжению Кортеса Гонсало де Сандоваль основал поселение Вилья-дель-Эспириту-Санто.
В 1793 году населённые пункты региона, включая Коацакоалькос, пострадали от извержения вулкана и землетрясения.
В 1882 году Коацакоалькос стал административным центром нового муниципалитета. В 1900 году он получил городской статус (villa), и был при этом переименован в Пуэрто-Мехико (Puerto México). В 1911 году Пуэрто-Мехико стал городом (ciudad). В 1936 году ему было возвращено название Коацакоалькос.

## Известные уроженцы
Сальма Хайек — мексиканская актриса.

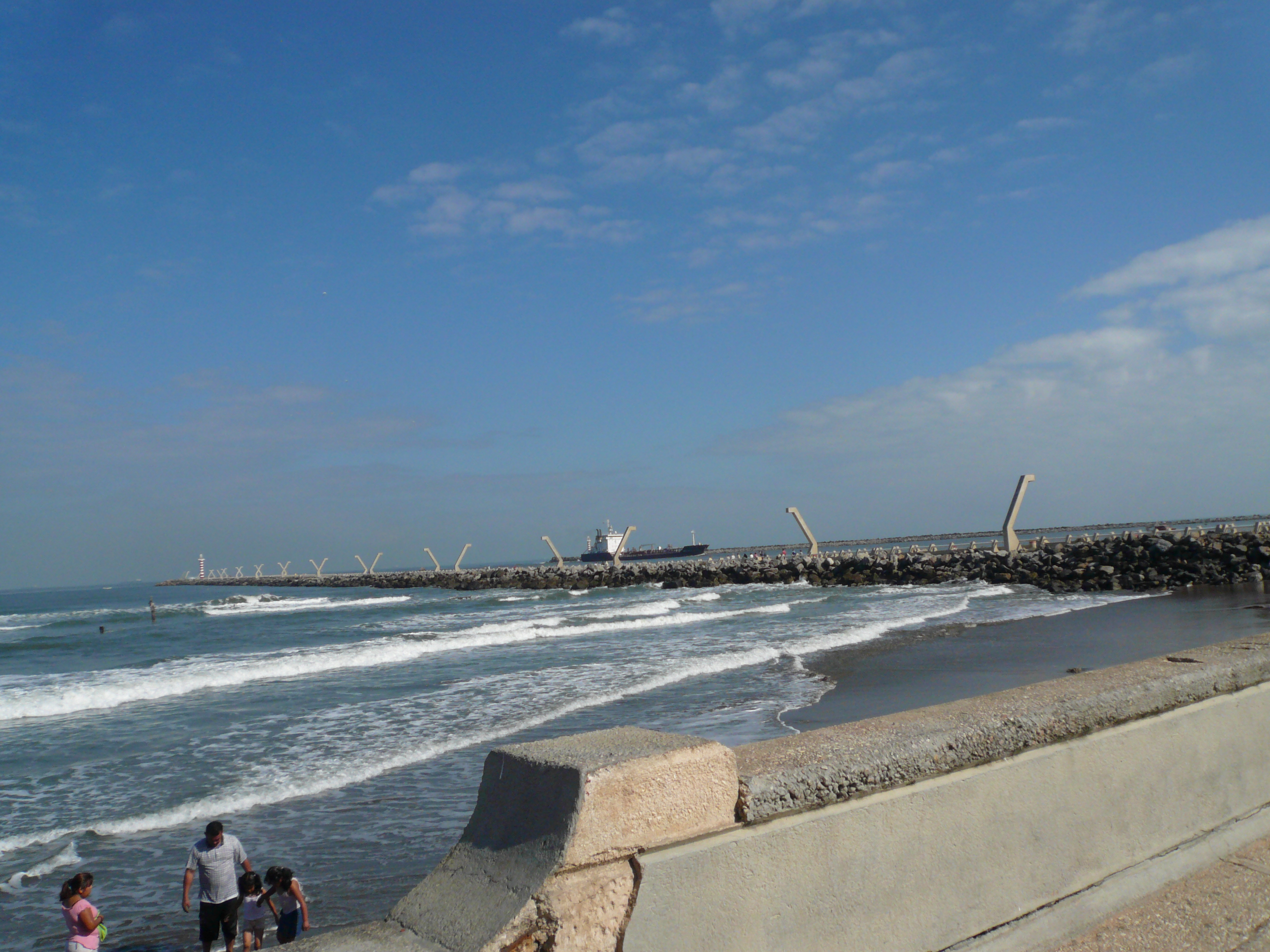
Коацакоалькос